# Wijken en buurten in Korendijk
De Nederlandse gemeente Korendijk is voor statistische doeleinden onderverdeeld in wijken en buurten. De gemeente is verdeeld in de volgende statistische wijken:
- Wijk 00 Nieuw-Beijerland (CBS-wijkcode:058800)
- Wijk 01 Piershil (CBS-wijkcode:058801)
- Wijk 02 Goudswaard (CBS-wijkcode:058802)
- Wijk 03 Zuid-Beijerland (CBS-wijkcode:058803)

Een statistische wijk kan bestaan uit meerdere buurten. Onderstaande tabel geeft de buurtindeling met kentallen volgens het Centraal Bureau voor de Statistiek (2008):
| CBS-buurtcode | Buurtnaam                                           | Inwonertal | Opp. totaal (ha) | Opp. land (ha) | Ligging                |
| ------------- | --------------------------------------------------- | ---------- | ---------------- | -------------- | ---------------------- |
| BU05880000    | Nieuw-Beijerland                                    | 3500       | 133              | 120            | Locatie in de gemeente |
| BU05880001    | Zuidzijde (gedeeltelijk)                            | 160        | 45               | 43             | Locatie in de gemeente |
| BU05880009    | Verspreide huizen Nieuw-Beijerland                  | 150        | 978              | 943            | Locatie in de gemeente |
| BU05880100    | Piershil                                            | 1440       | 86               | 85             | Locatie in de gemeente |
| BU05880103    | Zwartsluisje (gedeeltelijk)                         | 30         | 16               | 16             | Locatie in de gemeente |
| BU05880109    | Verspreide huizen Piershil                          | 180        | 1036             | 1010           | Locatie in de gemeente |
| BU05880200    | Goudswaard                                          | 1630       | 60               | 58             | Locatie in de gemeente |
| BU05880201    | Nieuwendijk (gedeeltelijk)                          | 180        | 62               | 57             | Locatie in de gemeente |
| BU05880202    | Oudendijk                                           | 100        | 105              | 105            | Locatie in de gemeente |
| BU05880208    | Verspreide huizen Eiland Tiengemeten (gedeeltelijk) | 0          | 330              | 330            | Locatie in de gemeente |
| BU05880209    | Overige verspreide huizen Goudswaard                | 150        | 1947             | 1865           | Locatie in de gemeente |
| BU05880300    | Zuid-Beijerland                                     | 2790       | 206              | 205            | Locatie in de gemeente |
| BU05880301    | Zwartsluisje (gedeeltelijk)                         | 120        | 43               | 42             | Locatie in de gemeente |
| BU05880302    | Zuidzijde (gedeeltelijk)                            | 50         | 48               | 47             | Locatie in de gemeente |
| BU05880303    | Schenkeldijk                                        | 100        | 19               | 19             | Locatie in de gemeente |
| BU05880304    | Nieuwendijk (gedeeltelijk)                          | 170        | 39               | 39             | Locatie in de gemeente |
| BU05880308    | Verspreide huizen Eiland Tiengemeten (gedeeltelijk) | 10         | 692              | 692            | Locatie in de gemeente |
| BU05880309    | Overige verspreide huizen Zuid-Beijerland           | 180        | 2143             | 2113           | Locatie in de gemeente |